# Club Necaxa
Impulsora del Deportivo Necaxa S.A. de C.V. – meksykański klub piłkarski z siedzibą w mieście Aguascalientes, w stanie Aguascalientes. Występuje w rozgrywkach Liga MX. Domowe mecze rozgrywa na obiekcie Estadio Victoria.

## Osiągnięcia

### Krajowe
- Liga MX

| zwycięstwo (3):     | 1995, 1996, 1998 (I)         |
| drugie miejsce (3): | 1996 (I), 1998 (V), 2002 (V) |

- Copa MX

| zwycięstwo (4):     | 1960, 1966, 1995, 2018 (C) |
| drugie miejsce (1): | 2016 (C)                   |

- Campeón de Campeones

| zwycięstwo (1):     | 1966 |
| drugie miejsce (1): | 1960 |

- Supercopa MX

| zwycięstwo (1):     | 2018 |
| drugie miejsce (1): | 2019 |

- InterLiga

| zwycięstwo (1):     | 2007 |
| drugie miejsce (0): | –    |

### Międzynarodowe
- Puchar Mistrzów CONCACAF

| zwycięstwo (1):     | 1999 |
| drugie miejsce (1): | 1996 |

- Puchar Zdobywców Pucharów CONCACAF

| zwycięstwo (1):     | 1994 |
| drugie miejsce (0): | –    |

- Klubowe Mistrzostwa Świata

| trzecie miejsce (1): | 2000 |

## Historia
Zespół Necaxa został założony 21 sierpnia 1923 przy wsparciu firmy Compañía de Luz, od której wzięli swój przydomek Electricistas. We wczesnych latach ligi meksykańskiej odnieśli wiele sukcesów, zdobywając mistrzostwo w sezonach 1932/33, 1934/35, 1936/37 oraz 1937/38. Klub wykluczony został z 10-zespołowej najwyższej ligi (Liga Mayor) przed sezonem 1942/43. Necaxa przez kolejne 15 lat ani razu nie sięgnęła po tytuł najlepszej jedenastki Meksyku. Na szczyty krajowego futbolu klub wrócił dopiero w latach 90. XX wieku, sięgając po tytuł dwa razy z rzędu – w sezonie 1994/95 oraz 1995/96. Mistrzowską drużynę trenował wtedy Manuel Lapuente. W sezonie Verano 2002 po raz trzeci zostali wicemistrzami, ulegając Américe, prowadzonej przez byłego już trenera Necaxy Manuela Lapuente.

### Atlético Español
W dniu 19 września 1971 roku klub zmienił nazwę na Atlético Español Fútbol Club z siedzibą w mieście Meksyk. Pod taką nazwą klub zdobył w 1974 roku wicemistrzostwo Meksyku, a w roku 1975 Puchar Mistrzów CONCACAF. Ostatni raz pod tą nazwą klub wystąpił w sezonie 1981/82, po czym wrócił do nazwy Necaxa.

## Aktualny skład
Stan na 16 lutego 2025.
| Nr | Poz. | Piłkarz               |
| -- | ---- | --------------------- |
| 1  | BR   | Emiliano Pérez        |
| 2  | OB   | Emilio Martínez       |
| 3  | OB   | Agustín Oliveros      |
| 4  | OB   | Alexis Peña (kapitan) |
| 5  | OB   | Alejandro Mayorga     |
| 6  | OB   | Jesús Alcántar        |
| 7  | NA   | Kevin Rosero          |
| 8  | PO   | Agustín Palavecino    |
| 9  | NA   | Tomás Badaloni        |
| 10 | PO   | José Paradela         |
| 13 | PO   | Alejandro Andrade     |
| 14 | PO   | Diego de Buen         |
| 15 | NA   | Pável Pérez           |

| Nr | Poz. | Piłkarz           |
| -- | ---- | ----------------- |
| 16 | OB   | Alfredo Gutiérrez |
| 17 | PO   | Rogelio Cortéz    |
| 18 | OB   | Raúl Sandoval     |
| 19 | PO   | Diego Gómez       |
| 20 | NA   | Arturo Palma      |
| 21 | NA   | Johan Rojas       |
| 22 | BR   | Ezequiel Unsain   |
| 23 | OB   | Alán Montes       |
| 26 | OB   | Emilio Lara       |
| 27 | NA   | Diber Cambindo    |
| 29 | PO   | Iván Rodríguez    |
| 30 | NA   | Ricardo Monreal   |